# جاك كاري (صحفي)
جاك كاري (بالإنجليزية: Jack Curry)‏ هو صحفي أمريكي، ولد في 25 نوفمبر 1964 في جيرسي سيتي في الولايات المتحدة.